# NGC 1865
NGC 1865 (другое обозначение — ESO 56-SC78) — рассеянное скопление в созвездии Золотой Рыбы, расположенное в Большом Магеллановом Облаке. Открыто Джоном Гершелем в 1834 году. Описание Дрейера: «очень тусклый, довольно крупный объект круглой формы, немного более яркий в середине». 
Возраст скопления составляет около 500 миллионов лет, металличность примерно равна 63% солнечной, из-за межзвёздного покраснения наблюдается избыток цвета B−V, равный 0,06m. 
Этот объект входит в число перечисленных в оригинальной редакции «Нового общего каталога».